# 東川端町
東川端町（ひがしかわばたちょう）は、愛知県豊田市にある地名。字が15ある。

## 地理
豊田市中央部、および足助地区（旧東加茂郡足助町）中央部に位置する。東は安実京町、西は沢ノ堂町、南は葛沢町・戸中町、北は野林町・岩神町に接する。

### 字一覧
（五十音順・読みはYahoo!地図）
- 阿取田和（あとりだわ）
- 入洞（いりほら）
- 上川通（かみかわみち）
- 川向山（かわむこうやま）
- 猿戸屋（さるとや）
- 三升蒔（さんしょうまき）
- 下川通（しもかわみち）
- 百々（どうど）
- 中川上（なかがわかみ）
- 中川通（なかがわみち）
- 橋戸（はしと）
- 平地（ひらち）
- 平附（ひらつき）
- 水戸（みずと）
- 峰ノ洞（みねのほら）

## 歴史

### 地名の由来
従来大字川端であったが、東加茂郡足助町が豊田市へ編入された際、旧来からの豊田市域に川端町があるため方角を加えて東川端町となった。当地は巴川とその支流である神越川の合流地点に所在している。

### 沿革
- 江戸時代 - 三河国加茂郡内の川端村として所在[7]。
- 慶長20年 - 旗本鈴木氏の知行となる[7]。
- 享保5年 - 江戸幕府領となる[7]。
- 安永7年 - 旗本日向氏の知行となる[7]。
- 1878年（明治11年） - 東加茂郡成立に伴い、同郡川端村となる[7]。
- 1889年（明治22年）10月1日 - 合併に伴い、東加茂郡金沢村大字川端となる[7]。
- 1906年（明治39年）5月1日 - 合併に伴い、東加茂郡盛岡村大字川端となる[7]。
- 1955年（昭和30年）4月1日 - 合併に伴い、東加茂郡足助町大字川端となる[7]。
- 2005年（平成17年）4月1日 - 合併に伴い、豊田市東川端町となる[1]。

## 世帯数と人口
2019年（令和元年）7月1日現在の世帯数と人口は以下の通りである。
| 町丁     | 世帯数 | 人口 |
| -------- | ------ | ---- |
| 東川端町 | -      | 22人 |

### 人口の変遷
国勢調査による人口の推移
| 2005年（平成17年） | 31人 | [ 8 ]  |  |
| 2010年（平成22年） | 27人 | [ 9 ]  |  |
| 2015年（平成27年） | 24人 | [ 10 ] |  |

## 学区
市立小・中学校に通う場合、学区は以下の通りとなる。
| 番・番地等 | 小学校             | 中学校             |
| ---------- | ------------------ | ------------------ |
| 全域       | 豊田市立足助小学校 | 豊田市立足助中学校 |

## 施設
- 神明社[5]

## 交通
- 愛知県道362号東大沼足助線

## その他

### 日本郵便
- 郵便番号 : 444-2301[3]（集配局：盛岡郵便局[12]）。